# Людина-невидимка (фільм, 1933)
«Людина-невидимка» (англ. The Invisible Man) — екранізація роману «Невидимець» Герберта Велза, створена режисером Джеймсом Вейлом в 1933 році. Фільм входить до Класичної серії фільмів жахів студії Universal. Також це був перший зарубіжний фільм, дубльований для прокату в СРСР, де він вийшов у 1935 році.

## Сюжет
Одного осіннього вечора до готелю в селищі Айпінг прибуває дивний постоялець. Усе обличчя цього чоловіка забинтоване, а очі приховані за великими чорними окулярами, попри темряву на вулиці. Гість поселяється в номері та вимагає аби його не турбували.
Тим часом доктор Крейні, його асистент Кемп і дочка Флора обговорюють зникнення іншого асистента — Джека Гриффіна. Водночас у готелі постоялець виконує в номері хімічний експеримент і виганяє господиню Джені. Вона вимагає від свого чоловіка Герберта негайно вигнати підозрілого гостя. Гість розповідає, що поранений через нещасний випадок, тому приховує обличчя. Герберт йому не вірить і між ними стається бійка. Вгамувати гостя прибуває поліцейський, який підіймається до його номера разом з кількома жителями містечка. На їхніх очах постоялець відкриває знімає окуляри, бинти та одяг, під якими виявляється невидимий. Постоялець насміхається з присутніх і тікає, дорогою вчиняючи різні хуліганства.
Крейні з Кемпом оглядають лабораторію Гриффіна, де знаходять свідчення, що Гриффін, який і є невидимкою, проводив досліди з моноканом — речовиною, здатною знебарвлювати матерію. Її побічним ефектом на людину є спричинення божевілля. Гриффін знаходить Кемпа та вимагає сховати його, інакше погрожує розправою. А Айпінгу спалахує паніка, люди бояться невидимки, а деякі починають його шукати з наміром убити.
Шеф поліції вважає, що історія про невидимку вигадка з метою привернути увагу до готелю. До того ж багато хто з очевидців були п'яні. Гриффін повертається до готелю забрати свої записи. Почувши, як проводиться розслідування, невидимка виливає чорнило на шефа поліції. Свідки панікують, а Гриффін, задоволений тим, що його бояться, розганяє присутніх і вбиває інспектора. Поліція звертається за допомогою до мешканців та оголошує винагороду за допомогу в затриманні невидимки. Кемп, побоюючись нових убивств, телефонує доктору Крейні, щоб він допоміг зупинити Гриффіна. Коли той не відповідає, Кемп викликає поліцію. Флора, почувши телефонну розмову, їде до Кемпа, і батько вирушає з нею.
Флора знаходить Гриффіна в будинку Кемпа та вмовляє його припинити терор. Проте Гриффін, засліплений жадобою влади, не слухає її. Будинок у цей час оточує поліція, Гриффіну вдається втекти, але він обіцяє розправитися з Кемпом.
Гриффін продовжує вбивства, упиваючись безкарністю, а ввечері влаштовує аварію потягу. Поліція намагається влаштувати засідку в поліцейській дільниці, куди як приманку доставляють Кемпа. Щоб убезпечити Кемпа, його потай переодягають в поліцейську форму і вивозять з дільниці. Однак Гриффін помічає це й непомітно залазить до автомобіля Кемпа. Коли той проїжджає повз урвище, Гриффін скидає авто з дороги.
Шукаючи місце для ночівлі, Гриффін зупиняється в сараї. Там його присутність виявляє фермер, який повідомляє про невидимку поліції. Поліцейські, попередньо оточивши територію, підпалюють сарай. Гриффін змушений вийти назовні, де його сліди стає видно на свіжому снігу. Невидимку вдається поранити пострілом з пістолета. Крейні та Флора приїжджають в лікарню до помираючого Гриффіна. Після смерті його тіло стає видимим.

## У ролях
- Клод Рейнс — чоловік-невидимка (Джек Гриффін)
- Глорія Стюарт — Флора Крейні
- Вільям Герриган — доктор Артур Кемп
- Генрі Треверс — доктор Крейні
- Уна О'коннор — Джені Гол
- Форрестер Гарві — Герберт Гол
- Голмс Герберт — шеф поліції
- Дадлі Диггес — головний детектив
- Гаррі Стаббс  — інспектор Берд
- Дональд Стюарт  — інспектор Лейн
- Волтер Бреннан — велосипедист (у титрах не зазначений)

## Цікаві факти
- Вперше дочка Клода Рейнса побачила свого батька в кіно в 1950 році, коли він відвів її на показ «Людини-невидимки» в маленькому пенсільванському театрі. Поки фільм ішов, Рейнс розповідав доньці все про створення фільму. Інші відвідувачі театру перестали дивитись фільм і натомість слухали анекдоти Рейнса.
- У короткометражному документальному фільмі на DVD дочка Клода Рейнса розповідає про час, коли батько привів її на перегляд цього фільму в театрі в Пенсільванії, через кілька років після його створення. Було дуже холодно, а його обличчя було повністю вкрите шапкою та шарфом. Коли Клод заговорив, щоб купити квитки, службовець відразу впізнав його голос і захотів впустити обох безплатно. Рейнс був дуже засмучений цим і вимагав заплатити повну ціну.
- Для того, щоб досягти ефекту, що Клода Рейнса не було видно, коли його персонаж зняв бинти, Джеймс Вейл попросив Рейнса повністю одягтися в чорний оксамит і зняв його перед чорним оксамитовим фоном.
- Під час сцен з Уною О'Коннор, істеричною хазяйкою пабу, Джеймс Вейл намагався стримати власний сміх, бо обожнював гумор О 'Коннор.
- Коли сценарист Р. Ц. Шерріф приїхав до Голлівуду, щоб написати сценарій до цього фільму, він попросив співробітників Universal копію роману Веллса, який він мав адаптувати. У них не було жодного, все, що вони мали, — це 14 «обробок», зроблених попередніми авторами проєкту, події яких відбувалися, в тому числі один в царській Росії, а інший на Марсі. Врешті-решт Шерріф знайшов копію роману в одному магазині, прочитав його і написав сценарій, який на відміну від «Дракула» (1931)" і «Франкенштейн» (1931) Universal, був точнішою адаптацією книги.
- Студія спочатку хотіла взяти Борис Карлоффа для ролі людини-невидимки. Але сварка з режисером Джеймсом Вейлом розірвала їхні стосунки, і режисер вирішив, що хоче когось із більш «інтелектуальним» голосом, та помітна шепелявість Карлофа також була проблемою. Вейл відібрав Клода Рейнса після того, як випадково почув Рейнса на кінопробі в іншій кімнаті. До цього фільму Рейнс в основному був театральним актором. Хоча він знявся в одному німому фільмі «Побудуй свій дім» (Build Thy House, 1920), це був його перший звуковий фільм.
- Гра Клода Рейнса у цьому фільмі надихнув Марка Гамілла на зображення Джокера.
- Глорії Стюарт не сподобалося працювати з Клодом Рейнсом. Під час зйомок, коли вони мали спільні сцени, вона стверджувала, що її кінонаречений постійно залишав її в декораціях і заважав Стюарт виступити. Джеймс Вейл повинен був витримати зйомки рівномірно, нагадуючи Клоду Рейнсу, що він повинен ділитися сценами зі Стюарт.
- «Людина-невидимка» та «Істота з Чорної лагуни» — єдині монстри студії Universal, які ніколи не використовувались пізніше Хаммером, на відміну від Дракули, істоти Франкенштейна, Людини-Вовка та Мумії.
- Згідно з випуском «Films in Review» за березень 1975 року, Роберт Флорі, Сіріл Гарднер та Евальд Андре Дюпон вважалися режисерами до остаточного призначення Джеймса Вейла.
- Спочатку Честер Морріс повинен був грати доктора Артура Кемпа.
- У цьому фільмі Людина-невидимка — виразний лиходій (в романі радше антигерой). Натомість серіал «Людина-невидимка» (2000) представив його у симпатичному, жартівливому світлі.[7]

## Нагороди
- Спеціальна рекомендація Венеціанського кінофестивалю 1934 року режисерові Джеймсу Вейлу.